# Chewsuretia

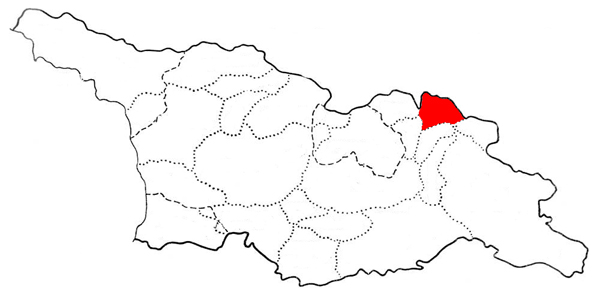
Położenie Chewsuretii na mapie Gruzji

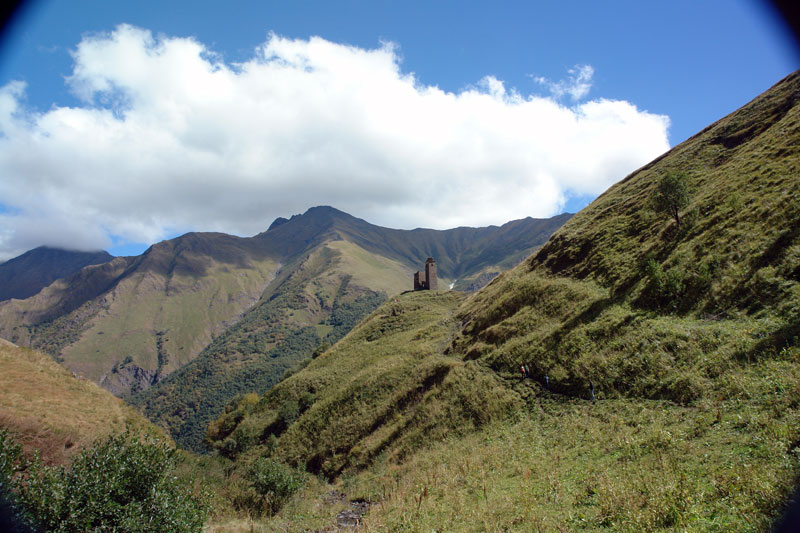
Chewsurecki krajobraz

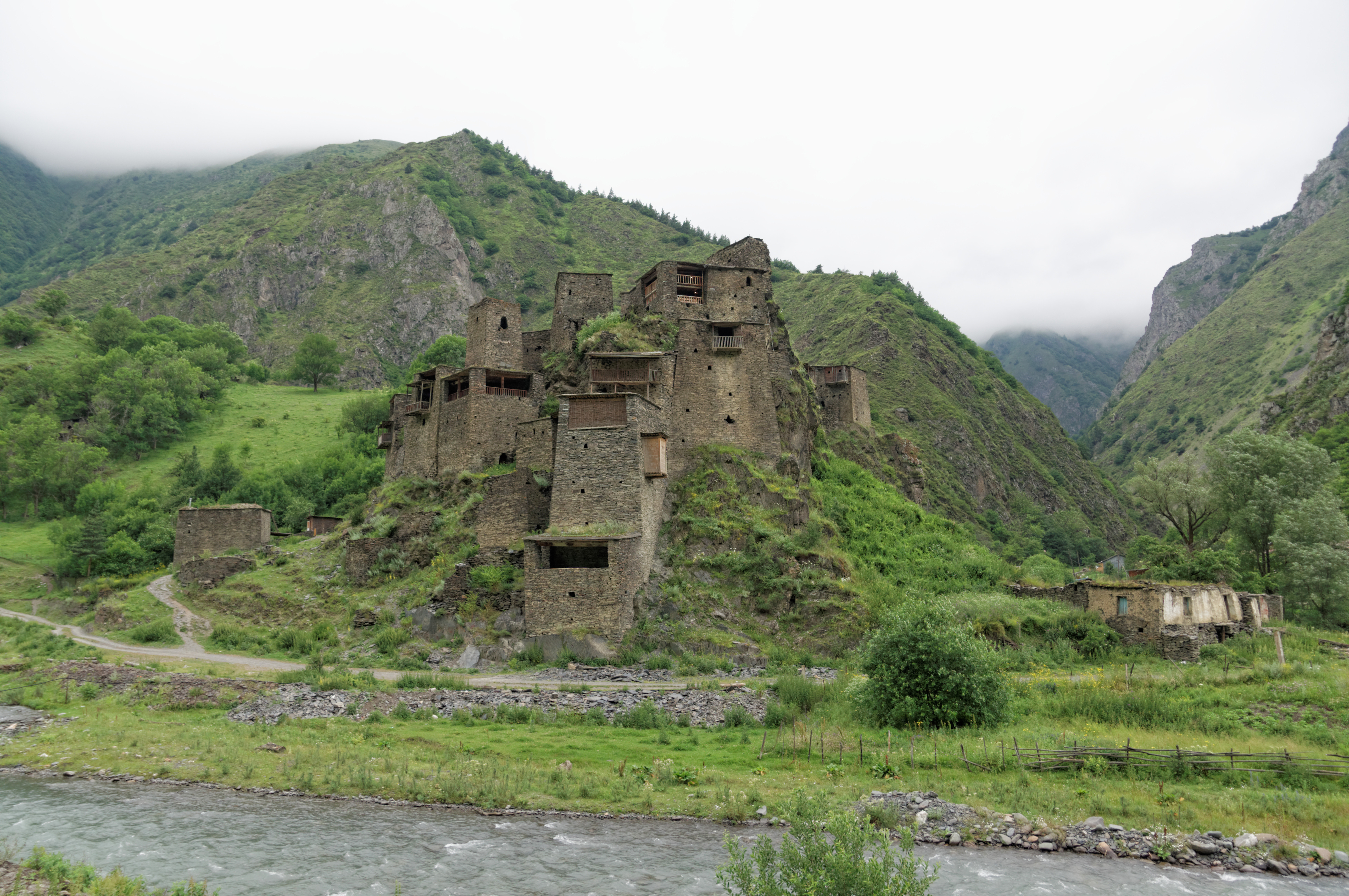
Wieś-twierdza Szatili

Chewsuretia (gruz. ხევსურეთი, dosł. kraj dolin) – kraina historyczno-geograficzna położona w północno-wschodniej Gruzji. Jest to jeden z trzech gruzińskich regionów (obok Tuszetii i Kazbegi), leżących na północ od Pasma Wododziałowego Wielkiego Kaukazu, a więc na Kaukazie Północnym.
Zajmująca 1050 km² Chewsuretia graniczy od południa z Pszawetią i Mtiuletią, od wschodu z Tuszetią, od zachodu z Chewi, a od północy z – należącymi do Rosji – Inguszetią i Czeczenią. Jest to kraina wysokogórska. Najniższy punkt, który znajduje się na granicy z Rosją w dolinie rzeki Argun, jest wyniesiony 1344 m n.p.m., zaś najwyższy szczyt regionu to szczyt Tebelosmta sięgający 4492 m n.p.m. Administracyjnie obszar Chewsuretii należy do regionu Mccheta-Mtianetia.
Rzeźba terenu stwarza trudne warunki dla działalności ludzkiej, która koncentruje się jedynie w najniższych partiach dolin. Nie istnieje tu służba zdrowia, nie dociera zasięg telefonii komórkowej, w całym regionie jest tylko jedna szkoła, a nieliczne drogi są regularnie niszczone przez wiosenne i letnie powodzie. W efekcie Chewsuretia jest najmniej ludną krainą Gruzji. Obecnie istnieje 11 wsi zamieszkanych łącznie przez około 80 rodzin. Największe z nich to Barisacho i Szatili, gdzie mieszka 38 rodzin. Są zarazem i takie, które liczą po dwie lub trzy rodziny (np. Chachabo). Postępuje proces wyludniania, już dziś większość mieszkańców to emeryci lub mężczyźni zatrudnieni jako pogranicznicy. W 2008 roku populacja całej Chewsuretii była szacowana na 3200 osób.
Chewsureckie wsie mają charakter twierdzy – składają się z przylegających do siebie,  zwartych, zwykle trójkondygnacyjnych, wież mieszkalno-obronnych o grubych ścianach i maleńkich oknach. Zakładano je na wyniosłych skałach u zbiegu rzek, dzięki czemu z trzech stron otaczały je rwące potoki i urwiska, a z czwartej strony bezpieczeństwo zapewniały strome zbocza górskie. Takie położenie i konstrukcja służyło obronie przez częstymi niegdyś najazdami, zarówno ludów Przedkaukazia, jak i usiłujących podporządkować Chewsurów swojej władzy gruzińskich władców feudalnych (eristawi).
Ze względu na swoją izolację chewsurscy górale zachowali wiele starodawnych zwyczajów  (np. jeszcze w XX wieku obowiązywało prawo zemsty krwi i praktykowano porody w samotności), dialekt przypomina język ogólnogruziński w czasach średniowiecza, a miejscowe prawosławie przesiąknięte jest elementami kultów przedchrześcijańskich. Tradycyjnym zajęciem ludności była hodowla, w odróżnieniu od innych górskich krain wypasano tu głównie bydło zamiast owiec. Współcześnie głównym źródłem dochodów tych Chewsurów, którzy pozostali w rodzinnym regionie jest turystyka.